# Hayato Tanaka
Hayato Tanaka (japanisch 田中 隼人 Tanaka Hayato; * 1. November 2003 in der Präfektur Chiba) ist ein japanischer Fußballspieler.

## Karriere

### Verein
Hayato Tanaka erlernte das Fußballspielen in den Jugendmannschaften des Minato SC und Kashiwa Reysol. Seinen ersten Vertrag unterschrieb er am 1. Februar 2022 bei seinem Jugendverein Kashiwa Reysol. Der Verein aus Kashiwa, einer Stadt in der Präfektur Chiba, spielte in der ersten Liga, der J1 League. Sein Erstligadebüt gab er am 30. Juli 2022 (23. Spieltag) im Auswärtsspiel gegen Vissel Kōbe. Bei dem 1:0-Auswärtssieg stand er in der Startelf und spielte die kompletten 90 Minuten. Nach insgesamt sieben Ligaspielen wechselte er im Februar 2024 auf Leihbasis zum Zweitligisten V-Varen Nagasaki. Für den Verein aus Nagasaki bestritt er 39 Zweitligaspiele. Nach der Ausleihe kehrte er im Januar 2025 nach Kashiwa zurück.

### Nationalmannschaft
Hayato Tanaka spielte 2022 fünfmal in der japanischen U20-Mannschaft.